# Obenweeg
Obenweeg ist ein aus einer Hofschaft hervorgegangener Wohnplatz in der bergischen Großstadt Solingen. 

## Lage und Beschreibung
Der Ort befindet sich im Norden des Stadtbezirks Burg/Höhscheid im Straßenviereck zwischen Fritz-Reuter-, Ernst-Moritz-Arndt-, Hermann-Meyer- und Neuenhofer Straße, wovon letztere als Bundesstraße 229 klassifiziert ist. Die Siedlung Weegerhof des Spar- und Bauvereins Solingen schließt große Teile der ehemaligen Hofschaft heute mit ein. Ein weiterer Teil des Ortes lag nordwestlich der Neuenhofer Straße im Bereich Steile Straße, wo sich heute u. a. ein Aldi-Discounter befindet. Unmittelbar nördlich befindet sich an der Glockenstraße das katholische Kirchengebäude St. Suitbertus, das auch als Weeger Kirche bekannt ist. Das Gelände fällt von der Bundesstraße 229, die auf einem Höhenrücken verläuft, in südöstliche Richtung in das Weinsberger Bachtal ab und in nordwestliche Richtung in das Pilghauser Bachtal. 
Benachbarte Orte sind bzw. waren (von Nord nach West): Obenpilghausen, Esel, Grünewald, Untenweeg, Irlen, Brühl, Eichholz, Königsmühle, Erf, Lindenhof, Mittelpilghausen und Weegerberg.

## Etymologie
Die Ortsbezeichnung spielt wohl auf die Lage des Ortes an einer in früheren Zeiten bedeutsamen Altstraße an. Die heutige Bundesstraße 229, an der der Ort liegt, wurde 1752 bis 1754 zum Neuen Rheinweg ausgebaut, der die Handelsstadt Solingen mit dem Rheinhafen in Hitdorf verband. 

## Geschichte
Die Hofschaft Weeg, die aus den beiden Hofstellen Unten- und Obenweeg besteht, kann bis in das 15. Jahrhundert zurückverfolgt werden, sie wurde erstmals im Jahre 1441 als van Wege urkundlich erwähnt.:1 Im Zehntverzeichnis der Abtei Altenberg von 1488 wird der Ort als zom Weegh erwähnt. In dem Kartenwerk Topographia Ducatus Montani von Erich Philipp Ploennies, Blatt Amt Solingen, aus dem Jahre 1715 ist das heutige Obenweeg mit einer Hofstelle verzeichnet und als weg verzeichnet. Der Ort gehörte zum Teil zur Honschaft Solingen und zum Teil zur Honschaft Katternberg innerhalb des Amtes Solingen. Die Topographische Aufnahme der Rheinlande von 1824 verzeichnet den Ort als oben Weg, der zu dieser Zeit aus einem Siedlungsbereich nördlich und einem südlich des Neuen Rheinwegs (heute Bundesstraße 229) besteht. Die Preußische Uraufnahme von 1844 verzeichnet beide Siedlungsteile als Ob. Weeg. In der Topographischen Karte des Regierungsbezirks Düsseldorf von 1871 sind beide Siedlungsbereiche als Obn Weg verzeichnet.
Nach Gründung der Mairien und späteren Bürgermeistereien Anfang des 19. Jahrhunderts gehörte der südlich des Neuen Rheinwegs gelegene Ort zur Bürgermeisterei Dorp, der nördlich gelegene Ort zur Bürgermeisterei Höhscheid. Beide Bürgermeistereien erhielten im Jahre das Stadtrecht verliehen. Die Gemeindegrenze verlief entlang der heutigen Straßen Fritz-Reuter-, Neuenhofer- und Glockenstraße. Die Bürgermeisterei beziehungsweise Stadt Dorp wurde nach Beschluss der Dorper Stadtverordneten zum 1. Januar 1889 mit der Stadt Solingen vereinigt. Damit wurde der Dorper Teil Obenweegs ein Ortsteil Solingens. Mit der Städtevereinigung zu Groß-Solingen im Jahre 1929 wurde schließlich auch der Höhscheider Teil Obenweegs nach Solingen eingemeindet. 
Bereits Ende des 19. Jahrhunderts wuchs die Bürgermeisterei Dorp in ihren nördlichen Außenbereichen allmählich mit der Stadt Solingen zusammen, mit der sie schließlich 1889 auch offiziell verschmolz. Das von Industrie geprägte Gebiet (u. a. Zwillingswerk, Friedrich Herder Abr. Sohn und Deltawerk) südlich des alten Solinger Hauptbahnhofes verdichtete sich bis um die Jahrhundertwende zum 20. Jahrhundert und wurde an den umliegenden Straßen auch geschlossen durch Wohnhäuser sowie teils auch Werkwohnungen bebaut. Die im Süden ursprünglich auf freiem Feld liegenden Hofschaften wie Obenweeg gingen bis Anfang des 20. Jahrhunderts in der geschlossenen Bebauung auf. Durch die Errichtung der Siedlung Weegerhof des Solinger Spar- und Bauverein in der Mitte der 1920er Jahre wurde die Hofschaftsbebauung schließlich von allen Seiten durch neue Bebauung mit Wohnhäusern umschlossen.
Die Hofgebäude von Untenweeg sind auf dem amtlichen Stadtplan noch bis nach dem Zweiten Weltkrieg verzeichnet. An ihrer Stelle entstand vermutlich in den 1950er Jahren ein Garagenhof. Später verschwand auch die Ortsbezeichnung Obenweeg aus dem Stadtplan, sie wurde durch den Siedlungsnamen Weegerhof ersetzt und ist heute daher kaum noch gebräuchlich.